# 豐年路站
豐年路站（英語：Fung Nin Road Stop）是香港輕鐵的車站，代號570，屬單程車票第5收費區位於香港新界元朗區青山公路－元朗段與豐年路交界。

## 車站構造

### 車站樓層
| 天橋              | 行人天橋          | 往元朗廣場、豐年路、青山公路－元朗段、朗屏站 |   |  |
| 地面              | 出口              | 青山公路－元朗段 |   |  |
| 地面              | 月台              | \| 側式 · 開左邊车门 \| \| \| \| \| \| \| \| 輕鐵610綫往元朗（康樂路） 輕鐵614綫往元朗（康樂路） 輕鐵615綫往元朗（康樂路） 輕鐵761P綫往元朗（康樂路） \| 1 \| \| \| \| 2 \| 輕鐵610綫往屯門碼頭（水邊圍） 輕鐵614綫往屯門碼頭（水邊圍） 輕鐵615綫往屯門碼頭（水邊圍） 輕鐵761P綫往天逸（水邊圍） \| \| \| \| 側式 · 開左邊车门 \| \| \| \| \| |   |  |
| 地面              | 側式 · 開左邊车门 | |   |  |
|                   |                   | 輕鐵610綫往元朗（康樂路） 輕鐵614綫往元朗（康樂路） 輕鐵615綫往元朗（康樂路） 輕鐵761P綫往元朗（康樂路） | 1 |  |
|                   | 2                 | 輕鐵610綫往屯門碼頭（水邊圍） 輕鐵614綫往屯門碼頭（水邊圍） 輕鐵615綫往屯門碼頭（水邊圍） 輕鐵761P綫往天逸（水邊圍） |   |  |
| 側式 · 開左邊车门 |                   | |   |  |

### 車站月台
豐年路站本身只包括兩個側式月台及連接過路處或行人天橋的行人路，是唯一位於青山公路－元朗段而兩邊月台並列的車站。

## 列車停靠位置
由於2號月台人流較多，停靠2號月台的列車曾經須要停在指定位置上落客。610綫、615綫頭卡停靠月台中部(單卡停靠2卡位置，雙卡停靠2、3卡位置）；614綫、761P綫頭卡則停靠月台前部分(單卡停靠1卡位置，雙卡停靠1、2卡位置）。現時所有列車均停靠月台前部分(單卡停靠1卡位置，雙卡停靠1、2卡位置）。

## 月台擴建
由於此段路線的輕鐵路軌是建在青山公路－元朗段最中間的兩條行車線上，所以路軌旁的月台也是建在路中間。東行及西行的1號及2號月台位於豐年路附近的行人天橋及青山公路－元朗段一組行人過路處的中間。
此站曾於2000年的輕鐵月台改善工程中擴建，主要是連接行人天橋的行人路及在兩個月台向西面增建一卡列車的長度以容納多一輛列車。現時2個月台長約60米，分別可同時停泊3輛輕鐵單卡。1號及2號月台的擴建部分分別於2000年7月12日及7月13日啟用。

### 車站周邊
- 元朗廣場
- 元朗警署
- 元朗警察已婚宿舍
- 元朗賽馬會健康院
- 元朗民政事務處大樓
- 元朗（西）巴士總站
- 朗屏站
- 元朗商會小學
- 元朗商會中學
- 元朗大馬路休憩花園
- 擊壤路五人足球場
- 元朗盲人安老院 (賽馬會欣康樓)
- 基督教香港信義會啟信學校
- 俊賢坊遊樂場
- 富來花園
- 朗城滙

## 利用狀況
本站跟隨輕鐵在1988年啟用。雖然跟元朗市中心距離稍遠，但附近有大型商場元朗廣場及不少學校，多年來人流逐步增加，甚至不勝負荷。九廣鐵路公司作出多項措施，包括開通兩個月台通往行人天橋的兩條新樓梯 (因行人天橋為後期加建)，將兩個月台擴闊及延長至容納3列列車，及後2號月台實施不同路線在不同位置上落客等，擠迫情況方見改善。

## 歷史
本站與輕鐵建造時一起興建，於1988年9月18日同步啟用；啟用初期稱為大會堂站（因位置接近元朗大會堂），次年2月5日更名為豐年路站。

## 外部連結
- 港鐵公司－輕鐵街道圖（页面存档备份，存于）
- 港鐵公司－輕鐵行車時間表（页面存档备份，存于）